# Јохан Андре Форфанг
Јохан Андре Форфанг (норв. Johann André Forfang; Тромсе, 4. јул 1995) је норвешки ски скакач.

## Каријера
У Светском купу дебитовао је 20. децембра 2014. у швајцарском Енгелбергу, освојивши одмах и прве бодове пласманом на 12. место. Птрдходно се такмичио у Континантални куп у скијашким скоковима|Континенталном купу]]. Задржао је је место у репрезентацији Швајцарске до краја sezone 2014/15. завршивши на 23. месту у укупном пласнману, чему је допринео и његов трви пласман на победничко постоље, 15. februara 2015. на домаћем терену у Викерсунду, када је био трећи.
У наредној сезони још је напредовао, пласиравши се још 3 пута на победничко постоље и усталивши се у репрезентацији. На Светском првенству у летовима 2016. у Тауплицу освоио је златну медаљу у екипном такмичењу, што му је прва сениорска медаља са великих такмичења у каријери. Замало је дошао и до медаље у појединачној конкуренцији освојивши 4. место. Прву победу постичао је 12. марта 2016. у немачком Титизе-Нојштату.

## Резултати у Светском купу

### Постоља појединачно
| Бр. | Датум         | Место            | Скакаоница      | К-тачка | HS     | Скок 1  | Скок 2  | Бодови | Пласман | Победник        |   |
| --- | ------------- | ---------------- | --------------- | ------- | ------ | ------- | ------- | ------ | ------- | --------------- | - |
| 1.  | 15. 2. 2015.  | Викерсунд        | Vikersundbakken | K-200   | HS 225 | 214 м   | 219 м   | 374,6  | 3.      | Северин Фројнд  |   |
| 2.  | 6. 12. 2015.  | Лилехамер        | Лисгердсбакен   | K-90    | HS 100 | 96,5 м  | 99,5 м  | 272,5  | 3.      | Kenneth Gangnes |   |
| 3.  | 13. 12. 2015. | Нижњи Тагил      | Рода            | K-120   | HS 134 | 127,5 м | 140 м   | 253,8  | 3.      | Петер Превц     |   |
| 4.  | 31. 1. 2016.  | Сапоро           | Окурајама       | K-120   | HS 134 | 132 м   | 134,5 м | 260,3  | 2.      | Андерс Фанемел  |   |
| 5.  | 13. 2. 2016.  | Викерсунд        | Vikersundbakken | K-200   | HS 225 | 229 м   | 222 м   | 439,4  | 2.      | Петер Превц     |   |
| 6.  | 12. 3. 2016.  | Titisee-Neustadt | Hochfirst       | K-125   | HS 142 | 144 м   | 143 м   | 265,9  | 1.      | —               | — |
| 7.  | 17. 3. 2016.  | Планица          | Леталница       | K-200   | HS 225 | 226 м   | 226 м   | 419,0  | 2.      | Петер Превц     |   |
| 8.  | 18. 3. 2016.  | Планица          | Леталница       | K-200   | HS 225 | 223,5 м | 233 м   | 439,8  | 3.      | Роберт Крањец   |   |
| 9.  | 20. 3. 2016.  | Планица          | Леталница       | K-200   | HS 225 | 226 м   | 245 м   | 405,4  | 3.      | Петер Превц     |   |

| Сезона   | Пласман |
| -------- | ------- |
| 2014/15. | 23.     |
| 2015/16. | 5.      |

| Сезона   | Пласман        |
| -------- | -------------- |
| 2014/15. | 21.            |
| 2015/16. | 6.             |
| 2016/17. | није учетвовао |

| Сезона   | Пласман |
| -------- | ------- |
| 2014/15. | 8.      |
| 2015/16. | 3.      |

| Сезона | Пласман      |
| ------ | ------------ |
| 2015.  | без пласмана |
| 2016.  | 45.          |

### Континетални куп
| Сезона     | Пласман       |
| ---------- | ------------- |
| 2011/2012. | без пласманаa |
| 2012/2013. | 48.           |
| 2013/2014. | 59.           |
| 2014/2015. | 32.           |